# Polygala petrophila
Polygala petrophila är en jungfrulinsväxtart som beskrevs av R.A.Kerrigan. Polygala petrophila ingår i släktet jungfrulinssläktet, och familjen jungfrulinsväxter. Utöver nominatformen finns också underarten P. p. angustifolia.